# Mononyane
Mononyane är ett samhälle i Botswana.   Det ligger i distriktet Kweneng, i den sydöstra delen av landet, 19 km nordväst om huvudstaden Gaborone. Mononyane ligger 1 010 meter över havet och antalet invånare är 718.
Terrängen runt Mononyane är platt. Runt Mononyane är det glesbefolkat, med 18 invånare per kvadratkilometer.. Närmaste större samhälle är Gaborone, 18,7 km sydost om Mononyane. 
Omgivningarna runt Mononyane är huvudsakligen savann.